# Estación de Chirivella-Alquerías
Chirivella-Alquerías (en valenciano: Xirivella-Alqueries) es un apeadero ferroviario situado en el municipio español de Chirivella en la provincia de Valencia, comunidad autónoma de la Comunidad Valenciana. Disponía de servicios de media distancia hasta el 8 de enero de 2021, y forma parte de la línea C-3 de Cercanías Valencia.

## Situación ferroviaria
La estación se encuentra en el punto kilométrico 82,7 de la línea férrea 310 de la red ferroviaria española que une Aranjuez con Valencia. Más concretamente este kilometraje tiene que ver con la sección Utiel-Valencia donde Utiel se toma como pk.0. Tomando la línea en su conjunto el pk. correspondiente es el 345,7. El tramo es de vía única y está sin electrificar. 

## La estación
No forma parte de las paradas originales del trazado, ya que fue construida en 1999 debido a la expansión de Chirivella hacia el oeste, por lo que se alzó un andén junto a la vía sin modificar en nada el recorrido existente.

## Servicios ferroviarios

### Cercanías
Forma parte de la línea C-3 de Cercanías Valencia.
| procedencia/destino | < estación          | Línea | estación > | destino/procedencia |
| ------------------- | ------------------- | ----- | ---------- | ------------------- |
| Valencia-Norte      | Valencia-San Isidro |       | Aldaya     | Utiel               |